# 73936 Takeyamamoto
73936 Takeyamamoto è un asteroide della fascia principale. Scoperto nel 1997, presenta un'orbita caratterizzata da un semiasse maggiore pari a 3,1782179 UA e da un'eccentricità di 0,2051821, inclinata di 9,64225° rispetto all'eclittica.